# Worldbeat (album)
Pour les articles homonymes, voir Worldbeat.
Albums de Kaoma
Tribal-pursuit
(1991)
Singles
1. Lambada
Sortie : 20 juillet 1989
2. Dançando Lambada
Sortie : 6 octobre 1989
3. Mélodie d'amour
Sortie : 13 mars 1990
4. Lambamor
Sortie : 8 juin 1990

Worldbeat est un album du groupe franco-brésilien Kaoma, et le premier du groupe, sorti le 16 décembre 1989 aux labels CBS Disques et Epic Records. L'album est composé de chansons en portugais, en espagnol et en anglais. Il donne lieu aux succès Lambada, Dançando Lambada et Mélodie d'amour. 
Il se classe dans le top 25 en en Allemagne, en Australie, en Autriche, en France, en Norvège, aux Pays-Bas et en Suisse. Il arrive en tête du classement Billboard Latin Pop aux États-Unis.

## Production
En 1989, des producteurs français rapportent du Brésil les rythmes exotiques et tropicaux de la lambada, adaptant ensuite la danse ainsi que la musique pour un public occidental. Les résultats commerciaux ne tardèrent pas à tomber: près d'un million de copies du single Lambada furent vendues. Cependant, le groupe de musique régional bolivien Los Kjarkas accusa les producteurs de plagiat (en effet, Lambada est librement adapté du titre Llorando se fue, sorti en 1982 au Brésil). Finalement, les auteurs boliviens seront reconnus comme compositeurs et reçurent une compensation financière sur les ayants droit du titre Lambada.
Le passage en boucle du hit sur TF1 ainsi que sur les radios nationales en fait le tube de l'été en 1989. À noter que la marque de boisson Orangina apparaît dans le clip vidéo de Lambada, ce qui revient donc à un placement de produit.

## Accueil
L'album reçoit un accueil généralement positif de la part des critiques. Dans une critique d'AllMusic il est écrit : « Sans être exceptionnel, ce CD combine efficacement des éléments sud-américains avec de la musique de danse/disco, du reggae et du hip-hop. On perçoit l'influence de Chic sur le funky Sopenala ».
Worldbeat est notamment certifié double disque d'or en France, disque d'or au Canada et aux États-Unis et disque de platine au Brésil, en Espagne et au Japon.

## Liste des titres
| No  | Titre                 | Durée |
| --- | --------------------- | ----- |
| 1.  | Lambada               | 3:27  |
| 2.  | Lambareggae           | 3:52  |
| 3.  | Dançando Lambada      | 4:44  |
| 4.  | Lambamor              | 4:09  |
| 5.  | Lamba caribe          | 4:07  |
| 6.  | Mélodie d'amour       | 4:11  |
| 7.  | Sindiang              | 3:58  |
| 8.  | Sopenala              | 4:28  |
| 9.  | Jambé finète (grille) | 4:26  |
| 10. | Salsa nuestra         | 4:38  |

## Classements et certifications

### Classements hebdomadaires
| Classement (1989–1990)        | Meilleure position |
| ----------------------------- | ------------------ |
| Allemagne (Media Control AG)  | 21                 |
| Australie (ARIA)              | 17                 |
| Autriche (Ö3 Austria Top 40)  | 16                 |
| États-Unis (Billboard 200)    | 40                 |
| États-Unis (Latin Pop Albums) | 1                  |
| France (SNEP)                 | 14                 |
| Norvège (VG-lista)            | 11                 |
| Pays-Bas (Mega Album Top 100) | 12                 |
| Suède (Sverigetopplistan)     | 41                 |
| Suisse (Schweizer Hitparade)  | 6                  |

### Classements de fin d'année
| Classement (1990)        | Position |
| ------------------------ | -------- |
| Pays-Bas (Album Top 100) | 86       |

### Certifications et ventes
| Région                                                                                                 | Certification | Ventes/Streams |
| --- | ------------- | -------------- |
| Brésil (ABPD)                                                                                          | Platine       | 250 000*       |
| Canada (Music Canada)                                                                                  | Or            | 50 000^        |
| Espagne (PME)                                                                                          | Platine       | 100 000^       |
| États-Unis (RIAA)                                                                                      | Or            | 600 000        |
| États-Unis (RIAA) clip vidéo                                                                           | Or            | 50 000^        |
| France (SNEP)                                                                                          | 2 × Or        | 200 000*       |
| Italie                                                                                                 | —             | 500 000        |
| Japon (RIAJ)                                                                                           | Platine       | 200 000^       |
| Malaisie                                                                                               | —             | 90 000         |
| Pays-Bas (NVPI)                                                                                        | Or            | 50 000^        |
| Suisse (IFPI)                                                                                          | Or            | 25 000x        |
| Résumé                                                                                                 |               |                |
| Monde                                                                                                  |               | 4 000 000      |
| *Ventes selon la certification ^Mise en rayon selon la certification xNon précisé par la certification |               |                |